# Camille Dreyfus Teacher-Scholar Awards
Os Camille Dreyfus Teacher-Scholar Awards são prêmios concedidos a pesquisadores em início de carreira em química pela The Camille and Henry Dreyfus Foundation, para "apoiar as pesquisas e as carreiras de ensino de jovens professores talentosos nas ciências químicas". O programa Dreyfus Teacher-Scholar começou em 1970. Em 1994 o programa foi dividido em dois prêmios paralelos: o Camille Dreyfus Teacher-Scholar Awards Program, voltado para universidades de pesquisa, e o Henry Dreyfus Teacher-Scholar Awards Program, direcionado principalmente a instituições de graduação. Esta lista compila todos os professores-bolsistas anteriores a 1994 e os subsequentes Camille Dreyfus Teacher-Scholars.
Os prêmios apresentados anualmente consistem em um prêmio monetário de US$ 75 000, que foi aumentado para US$ 100 000 a partir de 2019. Sete vencedores do Camille Dreyfus Teacher-Scholar Awards ganharam o Nobel de Química, incluindo Paul Modrich, Richard Schrock, Robert Grubbs, Barry Sharpless, Ahmed Zewail, Mario Molina e Yuan Lee.

## Recipientes
Fonte: Dreyfus Foundation

### 1970
- Robert George Bergman, Instituto de Tecnologia da Califórnia
- Bruce A. Cunningham, Universidade Rockefeller
- Richard D. Fink, Amherst College
- Joseph N. Gayles, Jr., Morehouse College
- O. Hayes Griffith, Universidade de Oregon
- Daniel Schaeffer Kemp, Instituto de Tecnologia de Massachusetts
- Fredric M. Menger, Universidade Emory
- Paul B. Moore, Universidade de Chicago
- John A. Osborn, Universidade Harvard
- Mitchel Shen, Universidade da Califórnia em Berkeley
- Barry Trost, Universidade de Wisconsin-Madison
- Richard A. Walton, Universidade Purdue
- F. Sheldon Wettack, Hope College
- James T. Yardley, Universidade de Illinois em Urbana-Champaign

### 1971
- Jesse Lee Beauchamp, Instituto de Tecnologia da Califórnia
- David A. Evans, Universidade da Califórnia em Los Angeles
- Peter C. Ford, Universidade da Califórnia em Santa Bárbara
- Yuan Lee, Universidade de Chicago
- Stephen Lippard, Universidade Columbia
- Kenneth G. Mann, Universidade de Minnesota
- J. David Puett, Universidade Vanderbilt
- Stanley I. Sandler, Universidade de Delaware
- Lothar Schäfer, Universidade do Arkansas
- Robert Silbey, Instituto de Tecnologia de Massachusetts
- James Snyder, Universidade Yeshiva
- Leonard D. Spicer, Universidade de Utah
- Leonard M. Stephenson, Universidade Stanford
- Edward I. Stiefel, Universidade Stony Brook
- John S. Swenton, Universidade Estadual de Ohio
- Claude H. Yoder, Franklin & Marshall College

### 1972
- Jon Bordner, Universidade Estadual da Carolina do Norte
- C. Hackett Bushweller, Worcester Polytechnic Institute
- Jon Clardy, Universidade Estadual de Iowa
- Patricia A. Clark, Vassar College
- Clark K. Colton, Instituto de Tecnologia de Massachusetts
- Karl Freed, Universidade de Chicago
- Robert M. Gavin, Haverford College
- James F. Harrison, Universidade Estadual de Michigan
- David N. Hendrickson, Universidade de Illinois em Urbana-Champaign
- Kendall Houk, Universidade do Estado da Luisiana
- Arnold Jay Levine, Universidade de Princeton
- J. Michael McBride, Universidade Yale
- William R. Moomaw, Williams College
- William P. Reinhardt, Universidade Harvard
- Frederick S. Richardson, Universidade da Virgínia
- John Hersh Seinfeld, Instituto de Tecnologia da Califórnia
- Frank A. Weinhold, Universidade Stanford

### 1973
- William H. Breckenridge, Universidade de Utah
- Michael Patrick Doyle, Hope College
- Irving R. Epstein, Universidade Brandeis
- Martin Feinberg, Universidade de Rochester
- Frederick D. Lewis, Universidade do Noroeste
- Richard Losick, Universidade Harvard
- William Hughes Miller, Universidade da Califórnia em Berkeley
- David L. Nelson, Universidade de Wisconsin-Madison
- David F. Ollis, Universidade de Princeton
- Michael R. Philpott, Universidade de Oregon
- Douglas Poland, Universidade Johns Hopkins
- David J. Prescott, Bryn Mawr College
- Peter R. Rony, Instituto Politécnico e Universidade Estadual da Virgínia
- Martin F. Semmelhack, Universidade Cornell
- Barry Sharpless, Instituto de Tecnologia de Massachusetts
- Robert W. Vaughan, Instituto de Tecnologia da Califórnia

### 1974
- Niels H. Andersen, Universidade de Washington
- Jay Bailey, Universidade de Houston
- Robert D. Bereman, Universidade Estadual de Nova Iorque em Buffalo
- Michael Berry, Universidade de Wisconsin-Madison
- Robert George Bryant, Universidade de Minnesota
- Francis J. Castellino, Universidade de Notre Dame
- Janet Del Bene, Youngstown State University
- Robert Grubbss, Universidade Estadual de Michigan
- Leroy Hood, Instituto de Tecnologia da Califórnia
- Bruce S. Hudson, Universidade Stanford
- John Katzenellenbogen, Universidade de Illinois em Urbana-Champaign
- Denis A. Kohl, Universidade do Texas em Austin
- Edward E. Penhoet, Universidade da Califórnia em Berkeley
- Herschel A. Rabitz, Universidade de Princeton
- Robert F. Schleif, Universidade Brandeis
- Jeffrey Zink, Universidade da Califórnia em Los Angeles

### 1975
- Larry Dalton, Universidade Vanderbilt
- Victor W. Day, Universidade de Nebraska-Lincoln
- Robert Ditchfield, Dartmouth College
- Elvera Ehrenfeld, Universidade de Utah
- Thomas F. George, Universidade de Rochester
- William C. Harris, Furman University
- Wayne L. Hubbell, Universidade da Califórnia em Berkeley
- Marc Kirschner, Universidade de Princeton
- Lynn C. Klotz, Universidade Harvard
- Leslie Gary Leal, Instituto de Tecnologia da Califórnia
- William Carl Lineberger, Universidade do Colorado em Boulder
- Patrick S. Mariano, Texas A&M University
- Tobin Marks, Universidade do Noroeste
- James Spudich, Universidade da Califórnia em São Francisco
- Mark Stephen Wrighton, Instituto de Tecnologia de Massachusetts

### 1976
- Ronald W. Davis, Universidade Stanford
- William M. Gelbart, Universidade da Califórnia em Los Angeles
- George C. Levy, Universidade Estadual da Flórida
- Roger K. Murray, Jr., Universidade de Delaware
- Jack R. Norton, Universidade de Princeton
- Larry E. Overman, Universidade da Califórnia em Irvine
- Alexander Pines, Universidade da Califórnia em Berkeley
- Christopher A. Reed, Universidade do Sul da Califórnia
- Robert G. Roeder, Universidade Washington em St. Louis
- William H. Scouten, Universidade Bucknell
- Barbara Ramsay Shaw, Universidade Duke
- John Simons, Universidade de Utah
- Christopher T. Walsh, Instituto de Tecnologia de Massachusetts
- W. Henry Weinberg, Instituto de Tecnologia da Califórnia
- John R. Wiesenfeld, Universidade Cornell

### 1977
- John E. Bercaw, Instituto de Tecnologia da Califórnia
- Robert E. Cohen, Instituto de Tecnologia de Massachusetts
- Paul J. Dagdigian, Universidade Johns Hopkins
- David Dressler, Universidade Harvard
- John R. Eyler, Universidade da Flórida
- Michael D. Fayer, Universidade Stanford
- Gregory L. Geoffroy, Universidade Estadual da Pensilvânia
- Eric J. Heller, Universidade da Califórnia em Los Angeles
- Kenneth D. Jordan, Universidade Yale
- Harold L. Kohn, Universidade de Houston
- Paul Modrich, Universidade Duke
- Mario Molina, Universidade da Califórnia em Irvine
- John S. Olson, Universidade Rice
- Hong Yong Sohn, Universidade de Utah
- George Stephanopoulos, Universidade de Minnesota
- Dwight A. Sweigart, Swarthmore College

### 1978
- Peter Dervan, Instituto de Tecnologia da Califórnia
- David A. Dixon, Universidade de Minnesota
- James A. Dumesic, Universidade de Wisconsin-Madison
- William J. Evans, Universidade de Chicago
- Bruce Ganem, Universidade Cornell
- William L. Jorgensen, Universidade Purdue
- Michael E. Jung, Universidade da Califórnia em Los Angeles
- Thomas F. Keyes, Universidade Yale
- Daniel A. Kleier, Williams College
- Walter G. Klemperer, Universidade Columbia
- Nancy H. Kolodny, Wellesley College
- F. Raymond Salemme, Universidade do Arizona
- Richard R. Schrock, Instituto de Tecnologia de Massachusetts
- John R. Shapley, Universidade de Illinois em Urbana-Champaign
- Amos B. Smith, III, Universidade da Pensilvânia
- K. Peter C. Vollhardt, Universidade da Califórnia em Berkeley

### 1979
- Thomas A. Albright, Universidade de Houston
- Douglas L. Brutlag, Universidade Stanford
- Jeremy K. Burdett, Universidade de Chicago
- Malcolm Harold Chisholm, Universidade de Indiana
- Gary G. Christoph, Universidade Estadual de Ohio
- Christos Georgakis, Instituto de Tecnologia de Massachusetts
- Christopher G. Goff, Haverford College
- David R. Herrick, Universidade de Oregon
- Philip M. Keehn, Universidade Brandeis
- Nancy E. Kleckner, Universidade Harvard
- George McLendon, Universidade de Rochester
- Horia Metiu, Universidade da Califórnia em Santa Bárbara
- Kathlyn A. Parker, Universidade Brown
- Christian Rudolf Hubert Raetz, Universidade de Wisconsin-Madison
- Gary Schuster, Universidade de Illinois em Urbana-Champaign
- Ahmed Zewail, Instituto de Tecnologia da Califórnia

### 1980
- Bruce S. Ault, University of Cincinnati
- Steven G. Boxer, Universidade Stanford
- Harry G. Brittain, Seton Hall University
- Chris K. Chang, Universidade Estadual de Michigan
- Marye Anne Fox, Universidade do Texas em Austin
- John A. Gladysz, Universidade da Califórnia em Los Angeles
- Paul Houston, Universidade Cornell
- Joseph N. Kushick, Amherst College
- Elias Lazarides, Instituto de Tecnologia da Califórnia
- Martin Newcomb, Texas A&M University
- Kyriacos Costa Nicolaou, Universidade da Pensilvânia
- David William Oxtoby, Universidade de Chicago
- Mary Fedarko Roberts, Instituto de Tecnologia de Massachusetts
- Matthew V. Tirrell, III, Universidade de Minnesota
- Paul Wender, Universidade Harvard
- Myung-Hwan Whangbo, Universidade Estadual da Carolina do Norte

### 1981
- Robert C. Aller, Universidade de Chicago
- Alfons L. Baumstark, Universidade do Estado da Geórgia
- Lewis Cantley, Universidade Harvard
- John H. Clark, Universidade da Califórnia em Berkeley
- Robert Howard Crabtree, Universidade Yale
- Richard G. Finke, Universidade de Oregon
- Stephan S. Isied, Universidade Rutgers
- Alan P. Kozikowski, Universidade de Pittsburgh
- Dennis Liotta, Universidade Emory
- Gary L. Miessler, St. Olaf College
- Glenn D. Prestwich, Universidade Stony Brook
- Mary C. Rakowski DuBois, Universidade do Colorado em Boulder
- James Rothman, Universidade Stanford
- George Chappell Schatz, Universidade do Noroeste
- Neil Eric Schore, Universidade da Califórnia em Davis
- Costas G. Vayenas, Instituto de Tecnologia de Massachusetts
- Keith R. Yamamoto, Universidade da Califórnia em São Francisco

### 1982
- Alan Campion, Universidade do Texas em Austin
- F. Fleming Crim, Universidade de Wisconsin-Madison
- G. William Daub, Harvey Mudd College
- John H. Dawson, Universidade da Carolina do Sul
- Glenn T. Evans, Universidade do Estado do Oregon
- Graham R. Fleming, Universidade de Chicago
- Evan R. Kantrowitz, Boston College
- James Andrew McCammon, Universidade de Houston
- C. William McCurdy, Universidade Estadual de Ohio
- Cheuk-Yiu Ng, Universidade Estadual de Iowa
- Maria C. Pellegrini, Universidade do Sul da Califórnia
- Kevin S. Peters, Universidade Harvard
- Thomas B. Rauchfuss, Universidade de Illinois em Urbana-Champaign
- Barry B. Snider, Universidade Brandeis
- Gregory Stephanopoulos, Instituto de Tecnologia da Califórnia

### 1983
- Robert A. Brown, Instituto de Tecnologia de Massachusetts
- Andrew E. DePristo, Universidade Estadual de Iowa
- Kenneth C. Janda, Instituto de Tecnologia da Califórnia
- Frederick W. King, University of Wisconsin-Eau Claire
- Branka M. Ladanyi, Universidade Estadual do Colorado
- Shaul Mukamel, Universidade de Rochester
- Matthew S. Platz, Universidade Estadual de Ohio
- James P. Reilly, Universidade de Indiana
- Mark Howard Thiemens, Universidade da Califórnia em San Diego
- Craig A. Townsend, Universidade Johns Hopkins
- Veronica Vaida, Universidade Harvard
- David M. Walba, Universidade do Colorado em Boulder
- Richard Stanley Williams, Universidade da Califórnia em Los Angeles

### 1984
- Bruce Edward Bursten, Universidade Estadual de Ohio
- Dennis A. Dougherty, Instituto de Tecnologia da Califórnia
- Barbara J. Garrison, Universidade Estadual da Pensilvânia
- Miklos Kertesz, Universidade de Georgetown
- Bruce H. Lipshutz, Universidade da Califórnia em Santa Bárbara
- David G. Lynn, Universidade de Chicago
- Alice C. Mignerey, Universidade de Maryland
- Peter J. Rossky, Universidade do Texas em Austin
- H. Bernard Schlegel, Wayne State University
- Stuart Schreiber, Universidade Yale
- James L. Skinner, Universidade Columbia
- David S. Soane, Universidade da Califórnia em Berkeley

### 1985
- Krishnan Balasubramanian, Universidade Estadual do Arizona
- Gary W. Brudvig, Universidade Yale
- Terrence J. Collins, Instituto de Tecnologia da Califórnia
- Dennis Patrick Curran, Universidade de Pittsburgh
- Klavs Flemming Jensen, Universidade de Minnesota
- William D. Jones, Universidade de Rochester
- Nathan S. Lewis, Universidade Stanford
- Lanny S. Liebeskind, Universidade Emory
- David M. Ronis, Universidade Harvard
- Ian P. Rothwell, Universidade Purdue
- Ming-Daw Tsai, Universidade Estadual de Ohio
- Bonnie Ann Wallace, Universidade Columbia

### 1986
- Jacqueline Barton, Universidade Columbia
- John Francis Brady, Instituto de Tecnologia da Califórnia
- Sylvia Teresse Ceyer, Instituto de Tecnologia de Massachusetts
- Michael M. Cox, Universidade de Wisconsin-Madison
- Richard A. Friesner, Universidade do Texas em Austin
- Jeffrey C. Kantor, Universidade de Notre Dame
- Marsha Isack Lester, Universidade da Pensilvânia
- William McGinnis, Universidade Yale
- Geraldine Richmond, Universidade de Oregon
- Jasper Rine, Universidade da Califórnia em Berkeley
- Richard Scheller, Universidade Stanford
- Patricia Thiel, Universidade Estadual de Iowa

### 1987
- Peter B. Armentrout, Universidade de Utah
- Anthony G. M. Barrett, Universidade do Noroeste
- Peter F. Bernath, Universidade do Arizona
- George Christou, Universidade de Indiana
- Bruce Demple, Universidade Harvard
- Francois Diederich, Universidade da Califórnia em Los Angeles
- Gary P. Drobny, Universidade de Washington
- Gregory S. Ezra, Universidade Cornell
- John W. Frost, Universidade Stanford
- Keith P. Johnston, Universidade do Texas em Austin
- Kevin K. Lehmann, Universidade de Princeton
- Jeffrey A. Reimer, Universidade da Califórnia em Berkeley

### 1988
- Donald R. Bobbitt, Universidade do Arkansas
- Stephen Leffler Buchwald, Instituto de Tecnologia de Massachusetts
- Charles T. Campbell, Universidade de Indiana
- Ken Feldman, Universidade Estadual da Pensilvânia
- Paul L. Frattini, Universidade Carnegie Mellon
- Gregory S. Girolami, Universidade de Illinois em Urbana-Champaign
- Robert R. Lucchese, Texas A&M University
- R. J. Dwayne Miller, Universidade de Rochester
- Jonathan L. Sessler, Universidade do Texas em Austin
- Michael E. Silver, Hope College
- Angelica Stacy, Universidade da Califórnia em Berkeley
- Thomas D. Tullius, Universidade Johns Hopkins
- Daniel P. Weitekamp, Instituto de Tecnologia da Califórnia
- Kurt W. Zilm, Universidade Yale

### 1989
- Scott L. Anderson, Universidade Stony Brook
- Laurie J. Butler, Universidade de Chicago
- Rob D. Coalson, Universidade de Pittsburgh
- Anthony W. Czarnik, Universidade Estadual de Ohio
- Hai-Lung Dai, Universidade da Pensilvânia
- Pablo G. Debenedetti, Universidade de Princeton
- Andrew G. Ewing, Universidade Estadual da Pensilvânia
- Alice P. Gast, Universidade Stanford
- Marie E. Krafft, Universidade Estadual da Flórida
- Atsuo Kuki, Universidade Cornell
- Thomas E. Mallouk, Universidade do Texas em Austin
- John D. Simon, Universidade da Califórnia em San Diego
- Michael Trenary, University of Illinois Chicago
- Steven C. Zimmerman, Universidade de Illinois em Urbana-Champaign

### 1990
- Peter Chen, Universidade Harvard
- Kim R. Dunbar, Universidade Estadual de Michigan
- Juli F. Feigon, Universidade da Califórnia em Los Angeles
- Joseph S. Francisco, Wayne State University
- Mark A. Johnson, Universidade Yale
- Michael Kahn, University of Illinois Chicago
- Charles Lieber, Universidade Columbia
- Andrew G. Myers, Instituto de Tecnologia da Califórnia
- Scott D. Rychnovsky, Universidade de Minnesota
- W. Mark Saltzman, Universidade Johns Hopkins
- Devarajan Thirumalai, Universidade de Maryland
- Nancy L. Thompson, Universidade da Carolina do Norte em Chapel Hill

### 1991
- Victoria Buch, University of Illinois Chicago
- Jeffrey A. Cina, Universidade de Chicago
- Ariel Fern‡ndez, Universidade de Miami
- Glenn H. Fredrickson, Universidade da Califórnia em Santa Bárbara
- David E. Hansen, Amherst College
- Joseph T. Hupp, Universidade do Noroeste
- Richard B. Kaner, Universidade da Califórnia em Los Angeles
- Peter T. Lansbury, Jr., Instituto de Tecnologia de Massachusetts
- Roger F. Loring, Universidade Cornell
- Daniel M. Neumark, Universidade da Califórnia em Berkeley
- Gerard Parkin, Universidade Columbia
- Andrzej T. Rajca, Universidade Estadual do Kansas

### 1992
- Patricia A. Bianconi, Universidade Estadual da Pensilvânia
- Emily A. Carter, Universidade da Califórnia em Los Angeles
- Alan S. Goldman, Universidade Rutgers
- Gerard S. Harbison, Universidade de Nebraska-Lincoln
- W. Dean Harman, Universidade da Virgínia
- Joel M. Hawkins, Universidade da Califórnia em Berkeley
- Eric N. Jacobsen, Universidade de Illinois em Urbana-Champaign
- Anne B. Myers, Universidade de Rochester
- Gilbert M. Nathanson, Universidade de Wisconsin-Madison
- Athanassios Z. Panagiotopoulos, Universidade Cornell
- Gustavo E. Scuseria, Universidade Rice
- Gregory L. Verdine, Universidade Harvard
- Alec M. Wodtke, Universidade da Califórnia em Santa Bárbara

### 1993
- Jean S. Baum, Universidade Rutgers
- Brian E. Bent, Universidade Columbia
- Jennifer S. Brodbelt, Universidade do Texas em Austin
- Robert J. Cave, Harvey Mudd College
- Christopher E. D. Chidsey, Universidade Stanford
- Bradley F. Chmelka, Universidade da Califórnia em Santa Bárbara
- David W. Christianson, Universidade da Pensilvânia
- William S. Hammack, Universidade Carnegie Mellon
- Mark J. Hampden-Smith, Universidade do Novo México
- Barbara Imperiali, Instituto de Tecnologia da Califórnia
- Mercouri G. Kanatzidis, Universidade Estadual de Michigan
- Eric T. Kool, Universidade de Rochester
- Jane E. G. Lipson, Dartmouth College
- Thomas V. O'Halloran, Universidade do Noroeste
- Thomas C. Pochapsky, Universidade Brandeis
- Alanna Schepartz, Universidade Yale
- Athan J. Shaka, Universidade da Califórnia em Irvine
- L. Keith Woo, Universidade Estadual de Iowa
- Matthew B. Zimmt, Universidade Brown

### 1994
- Eric V. Anslyn, Universidade do Texas em Austin
- Thomas P. Beebe, Jr., Universidade de Utah
- Pamela J. Bjorkman, Instituto de Tecnologia da Califórnia
- Arup K. Chakraborty, Universidade da Califórnia em Berkeley
- James A. Cowan, Universidade Estadual de Ohio
- Amir H. Hoveyda, Boston College
- Jeffery W. Kelly, Texas A&M University
- Chi H. Mak, Universidade do Sul da Califórnia
- Craig A. Merlic, Universidade da Califórnia em Los Angeles
- Jeffrey S. Moore, Universidade de Illinois em Urbana-Champaign
- Michael J. Sailor, Universidade da Califórnia em San Diego
- Eric S. G. Shaqfeh, Universidade Stanford
- Margaret A. Tolbert, Universidade do Colorado em Boulder
- Patrick H. Vaccaro, Universidade Yale
- Gregory A. Voth, Universidade da Pensilvânia
- Theodore S. Widlanski, Universidade de Indiana

### 1995
- Gary D. Glick, Universidade de Michigan
- Brent L. Iverson, Universidade do Texas em Austin
- Robert J. Levis, Wayne State University
- Gaetano T. Montelione, Universidade Rutgers
- Reginald M. Penner, Universidade da Califórnia em Irvine
- Lynne Regan, Universidade Yale
- Lawrence R. Sita, Universidade de Chicago
- Timothy M. Swager, Universidade da Pensilvânia
- H. Holden Thorp, Universidade da Carolina do Norte em Chapel Hill
- William B. Tolman, Universidade de Minnesota
- Eric J. Toone, Universidade Duke
- Zhen-Gang Wang, Instituto de Tecnologia da Califórnia
- James R. Williamson, Instituto de Tecnologia de Massachusetts
- Peter Wipf, Universidade de Pittsburgh
- Sarah A. Woodson, Universidade de Maryland
- John Z. H. Zhang, Universidade de Nova Iorque

### 1996
- Guillermo C. Bazan, Universidade de Rochester
- D. Scott Bohle, Universidade de Wyoming
- Christopher N. Bowman, Universidade do Colorado em Boulder
- Mark J. Burk, Universidade Duke
- Erick M. Carreira, Instituto de Tecnologia da Califórnia
- Robert E. Continetti, Universidade da Califórnia em San Diego
- Andrew D. Ellington, Universidade de Indiana
- Lucio Frydman, University of Illinois Chicago
- John H. Griffin, Universidade Stanford
- Laura L. Kiessling, Universidade de Wisconsin-Madison
- Chad A. Mirkin, Universidade do Noroeste
- Karin Musier-Forsyth, Universidade de Minnesota
- James S. Nowick, Universidade da Califórnia em Irvine
- Norbert F. Scherer, Universidade da Pensilvânia
- Jonathan V. Sweedler, Universidade de Illinois em Urbana-Champaign
- Susan C. Tucker, Universidade da Califórnia em Davis
- Jackie Y. Ying, Instituto de Tecnologia de Massachusetts

### 1997
- Eray S. Aydil, Universidade da Califórnia em Santa Bárbara
- Juan J. de Pablo, Universidade de Wisconsin-Madison
- Peter K. Dorhout, Universidade Estadual do Colorado
- Gregory C. Fu, Instituto de Tecnologia de Massachusetts
- Konstantinos P. Giapis, Instituto de Tecnologia da Califórnia
- Richard A. Goldstein, Universidade de Michigan
- John F. Hartwig, Universidade Yale
- Nancy Makri, Universidade de Illinois em Urbana-Champaign
- Frank E. McDonald, Universidade do Noroeste
- Dale F. Mierke, Clark University
- Karl T. Mueller, Universidade Estadual da Pensilvânia
- Todd M. Przybycien, Rensselaer Polytechnic Institute
- Vincent M. Rotello, Universidade de Massachusetts Amherst
- Igal Szleifer, Universidade Purdue
- Michael J. Therien, Universidade da Pensilvânia
- Ziling (Ben) Xue, The University of Tennessee

### 1998
- Nicholas L. Abbott, Universidade da Califórnia em Davis
- Nitash P. Balsara, Polytechnic University (New York)
- Stacey F. Bent, Universidade de Nova Iorque
- Marcos Dantus, Universidade Estadual de Michigan
- Jeffery T. Davis, Universidade de Maryland
- P. Andrew Evans, Universidade de Delaware
- Ellen Fisher, Universidade Estadual do Colorado
- Clare P. Grey, Universidade Stony Brook
- Martin Gruebele, Universidade de Illinois em Urbana-Champaign
- Michael M. Haley, Universidade de Oregon
- Paul E. Laibinis, Instituto de Tecnologia de Massachusetts
- John Montgomery, Wayne State University
- Catherine J. Murphy, Universidade da Carolina do Sul
- Brooks Hart Pate, Universidade da Virgínia
- David A. Shultz, Universidade Estadual da Carolina do Norte
- Marc L. Snapper, Boston College
- Michael Tsapatsis, Universidade de Massachusetts Amherst
- Keith A. Woerpel, Universidade da Califórnia em Irvine
- John L. Wood, Universidade Yale
- XuMu Zhang, Universidade Estadual da Pensilvânia

### 1999
- Scott M. Auerbach, Universidade de Massachusetts Amherst
- Carolyn R. Bertozzi, Universidade da Califórnia em Berkeley
- David E. Clemmer, Universidade de Indiana
- John T. Fourkas, Boston College
- C. Daniel Frisbie, Universidade de Minnesota
- Randall L. Halcomb, Universidade do Colorado em Boulder
- Sharon Hammes-Schiffer, Universidade de Notre Dame
- James E. Hutchison, Universidade de Oregon
- Thomas Lectka, Universidade Johns Hopkins
- Raul Lobo, Universidade de Delaware
- Yi Lu, Universidade de Illinois em Urbana-Champaign
- Dimitrios Maroudas, Universidade da Califórnia em Santa Bárbara
- Anne B. McCoy, Universidade Estadual de Ohio
- Dominic V. McGrath, Universidade do Arizona
- Amy S. Mullin, Universidade de Boston
- Andrew M. Rappe, Universidade da Pensilvânia
- Daniel Romo, Texas A&M University
- Daniel K. Schwartz, Universidade Tulane
- Yian Shi, Universidade Estadual do Colorado
- Peng George Wang, Wayne State University

### 2000
- Kristi S. Anseth, Universidade do Colorado em Boulder
- Uwe H. F. Bunz, Universidade da Carolina do Sul
- Geoffrey W. Coates, Universidade Cornell
- Timothy Deming, Universidade da Califórnia em Santa Bárbara
- Deborah G. Evans, Universidade do Novo México
- Michel R. Gagné, Universidade da Carolina do Norte em Chapel Hill
- Hilary A. Godwin, Universidade do Noroeste
- Mark W. Grinstaff, Universidade Duke
- Marc A. Hillmyer, Universidade de Minnesota
- James L. Leighton, Universidade Columbia
- Jeffrey R. Long, Universidade da Califórnia em Berkeley
- Todd J. Martinez, Universidade de Illinois em Urbana-Champaign
- Scott J. Miller, Boston College
- Milan Mrksich, Universidade de Chicago
- John P. Toscano, Universidade Johns Hopkins
- Patrick J. Walsh, Universidade da Pensilvânia
- Thomas J. Wandless, Universidade Stanford
- James J. Watkins, Universidade de Massachusetts Amherst

### 2001
- Philip Bevilacqua, Universidade Estadual da Pensilvânia
- Vicki Colvin, Universidade Rice
- Jan Genzer, Universidade Estadual da Carolina do Norte
- David Y. Gin, Universidade de Illinois em Urbana-Champaign
- Richard Hsung, Universidade de Minnesota
- Wenbin Lin, Universidade Brandeis
- Mark Lonergan, Universidade de Oregon
- Benjamin Miller, Universidade de Rochester
- Paul Nealey, Universidade de Wisconsin-Madison
- John Peters, Universidade Estadual de Utah
- Amy Rosenzweig, Universidade do Noroeste
- Benjamin Schwartz, Universidade da Califórnia em Los Angeles
- Matthew Shair, Universidade Harvard
- Erik Sorensen, The Scripps Research Institute
- Ross Widenhoefer, Universidade Duke
- Olaf G. Wiest, Universidade de Notre Dame

### 2002
- Annelise E. Barron, Universidade do Noroeste
- Peter A. Beal, Universidade de Utah
- Jillian Buriak, Universidade Purdue
- Jeffrey D. Carbeck, Universidade de Princeton
- Hongjie Dai, Universidade Stanford
- Michael W. Deem, Universidade da Califórnia em Los Angeles
- Robert M. Dickson, Georgia Institute of Technology
- Theodore G. Goodson, Wayne State University
- Jonas C. Peters, Instituto de Tecnologia da Califórnia
- David R. Reichman, Universidade Harvard
- Dalibor Sames, Universidade Columbia
- David S. Sholl, Universidade Carnegie Mellon
- Mark E. Tuckerman, Universidade de Nova Iorque
- Wilfred A. van der Donk, Universidade de Illinois em Urbana-Champaign
- Younan Xia, Universidade de Washington

### 2003
- Catalina Achim, Universidade Carnegie Mellon
- Jianshu Cao, Instituto de Tecnologia de Massachusetts
- Paul Cremer, Texas A&M University
- Michael J. Krische, Universidade do Texas em Austin
- Kelvin H. Lee, Universidade Cornell
- Christopher J. Lee, Universidade da Califórnia em Los Angeles
- Louis A. Lyon, Georgia Institute of Technology
- David MacMillan, Instituto de Tecnologia da Califórnia
- Vijay S. Pande, Universidade Stanford
- Hongkun Park, Universidade Harvard
- Floyd E. Romesberg, The Scripps Research Institute
- Shannon S. Stahl, Universidade de Wisconsin-Madison
- Suzanne Walker, Universidade de Princeton

### 2004
- Justin Du Bois, Universidade Stanford
- Pingyun Feng, University of California, Riverside
- Neil L. Kelleher, Universidade de Illinois em Urbana-Champaign
- Sergey A. Kozmin, Universidade de Chicago
- David R. Liu, Universidade Harvard
- Colin P. Nuckolls, Universidade Columbia
- Blake R. Peterson, Universidade Estadual da Pensilvânia
- Andrei Sanov, Universidade do Arizona
- Stanislav Shvartsman, Universidade de Princeton
- Matthew Sigman, Universidade de Utah
- Jennifer A. Swift, Universidade de Georgetown
- Nils G. Walter, Universidade de Michigan
- Peidong Yang, Universidade da Califórnia em Berkeley

### 2005
- Victor Batista, Universidade Yale
- Kristie Boering, Universidade da Califórnia em Berkeley
- Daniel Gamelin, Universidade de Washington
- Brian R. Gibney, Universidade Columbia
- Zhibin Guan, Universidade da Califórnia em Irvine
- Jason M. Haugh, Universidade Estadual da Carolina do Norte
- Rustem F. Ismagilov, Universidade de Chicago
- Christine D. Keating, Universidade Estadual da Pensilvânia
- Shana O. Kelley, Boston College
- Todd D. Krauss, Universidade de Rochester
- Yung-Ya Lin, Universidade da Califórnia em Los Angeles
- Janis Louie, Universidade de Utah
- Daniel J. Mindiola, Universidade de Indiana
- Brian Stoltz, Instituto de Tecnologia da Califórnia
- Marcus Weck, Georgia Institute of Technology
- Xiaowei Zhuang, Universidade Harvard

### 2006
- Heather C. Allen, Universidade Estadual de Ohio
- Paul Chirik, Universidade Cornell
- Patrick S. Daugherty, Universidade da Califórnia em Santa Bárbara
- David H. Gracias, Universidade Johns Hopkins
- Chuan He, Universidade de Chicago
- Paul J. Hergenrother, Universidade de Illinois em Urbana-Champaign
- Yoshitaka Ishii, University of Illinois Chicago
- Jeffrey S. Johnson, Universidade da Carolina do Norte em Chapel Hill
- James T. Kindt, Universidade Emory
- Carsten Krebs, Universidade Estadual da Pensilvânia
- Eric Meggers, Universidade da Pensilvânia
- Dong-Kyun Seo, Universidade Estadual do Arizona
- Alice Y. Ting, Instituto de Tecnologia de Massachusetts
- Orlin D. Velev, Universidade Estadual da Carolina do Norte
- John P. Wolfe, Universidade de Michigan

### 2007
- Helen Blackwell, Universidade de Wisconsin-Madison
- Frank L. H. Brown, Universidade da Califórnia em Santa Bárbara
- Jeffrey M. Davis , Universidade de Massachusetts Amherst
- Ivan J. Dmochowski, Universidade da Pensilvânia
- Justin P. Gallivan, Universidade Emory
- David S. Ginger, Universidade de Washington
- Bartosz A. Grzybowski, Universidade do Noroeste
- Jeffrey D. Hartgerink, Universidade Rice
- Efrosini Kokkoli, Universidade de Minnesota
- Gavin MacBeath, Universidade Harvard
- David A. Mazziotti, Universidade de Chicago
- Sergey Nizkorodov, Universidade da Califórnia em Irvine
- Oleg V. Ozerov, Universidade Brandeis
- Raymond Schaak, Universidade Estadual da Pensilvânia
- Michael Strano, Instituto de Tecnologia de Massachusetts

### 2008
- Christopher Bielawski, Universidade do Texas em Austin
- Garnet K. Chan, Universidade Cornell
- Olafs Daugulis, Universidade de Houston
- Lincoln J. Lauhon, Universidade do Noroeste
- Mohammad Movassaghi, Instituto de Tecnologia de Massachusetts
- Thuc-Quyen Nguyen, Universidade da Califórnia em Santa Bárbara
- Garegin Papoian, Universidade da Carolina do Norte em Chapel Hill
- Theresa M. Reineke, Instituto Politécnico e Universidade Estadual da Virgínia
- Justine P. Roth, Universidade Johns Hopkins
- Yi Tang, Universidade da Califórnia em Los Angeles
- Victor M. Ugaz, Texas A&M University
- Qian Wang, Universidade da Carolina do Sul
- M. Christina White, Universidade de Illinois em Urbana-Champaign
- Haw Yang, Universidade da Califórnia em Berkeley
- Dongping Zhong, Universidade Estadual de Ohio

### 2009
- Alán Aspuru-Guzik, Universidade Harvard
- Xi Chen, Universidade da Califórnia em Davis
- Katherine Franz, Universidade Duke
- Christy Haynes, Universidade de Minnesota
- Alan F. Heyduk, Universidade da Califórnia em Irvine
- So Hirata, Universidade da Flórida
- Laura Kaufman, Universidade Columbia
- Suljo Linic, Universidade de Michigan
- Richmond Sarpong, Universidade da Califórnia em Berkeley
- Shu-ou Shan, Instituto de Tecnologia da Califórnia
- Jeremy M. Smith, New Mexico State University
- Todd M. Squires, Universidade da Califórnia em Santa Bárbara
- Abraham Stroock, Universidade Cornell
- Paul Ryan Thompson, Universidade da Carolina do Sul

### 2010
- Kate Carroll, Universidade de Michigan
- Matthew Disney, Universidade Estadual de Nova Iorque em Buffalo
- Kevin Dorfman, Universidade de Minnesota
- Amar Flood, Universidade de Indiana
- Jayne Garno, Universidade do Estado da Luisiana
- Song-i Han, Universidade da Califórnia em Santa Bárbara
- Seogjoo Jang, Queens College, City University of New York
- Benjamin McCall, Universidade de Illinois em Urbana-Champaign
- R. Mohan Sankaran, Case Western Reserve University
- Rachel A. Segalman, Universidade da Califórnia em Berkeley
- Dmitri Talapin, Universidade de Chicago
- Edward Valeev, Instituto Politécnico e Universidade Estadual da Virgínia
- B. Jill Venton, Universidade da Virgínia
- Tehshik Yoon, Universidade de Wisconsin-Madison

### 2011
- Christine Aikens, Universidade Estadual do Kansas
- Ruben L. Gonzalez, Jr., Universidade Columbia
- John Herbert, Universidade Estadual de Ohio
- George Huber, Universidade de Massachusetts Amherst
- Rongchao Jin, Universidade Carnegie Mellon
- Kevin Kubarych, Universidade de Michigan
- So-Jung Park, Universidade da Pensilvânia
- Nathan Price, Universidade de Illinois em Urbana-Champaign
- Tobias Ritter, Universidade Harvard
- Herman Sintim, Universidade de Maryland
- Charles H. Sykes, Universidade Tufts
- Ting Xu, Universidade da Califórnia em Berkeley[5]
- Wei You, Universidade da Carolina do Norte em Chapel Hill

### 2012[6]
- Adam Cohen, Universidade Harvard
- Greg Engel, Universidade de Chicago
- Joshua S. Figueroa, Universidade da Califórnia em San Diego
- Seth B. Herzon, Universidade Yale
- Christopher Jaroniec, Universidade Estadual de Ohio
- Steven Little, Universidade de Pittsburgh
- Shih-Yuan Liu, Universidade de Oregon
- Christopher Love, Instituto de Tecnologia de Massachusetts
- Dustin Maly, Universidade de Washington
- Anne McNeil, Universidade de Michigan
- Valeria Molinero, Universidade de Utah
- Celeste Nelson, Universidade de Princeton[7]
- William Noid, Universidade Estadual da Pensilvânia
- Sarah Reisman, Instituto de Tecnologia da Califórnia

### 2013
- Theodore A. Betley, Universidade Harvard
- Michelle C. Chang, Universidade da Califórnia em Berkeley
- William Dichtel, Universidade Cornell
- Abigail Doyle, Universidade de Princeton
- Neil K. Garg, Universidade da Califórnia em Los Angeles[8]
- Thomas W. Hamann, Universidade Estadual de Michigan
- Mandë Holford, Hunter College
- Munira Khalil, Universidade de Washington
- Stephen Maldonado, Universidade de Michigan
- Thomas F. Miller, Instituto de Tecnologia da Califórnia[9]
- Baron G. Peters, Universidade da Califórnia em Santa Bárbara
- Charles M. Schroeder, Universidade de Illinois em Urbana-Champaign[10]
- Corey R. J. Stephenson, Universidade de Boston

### 2014
- Theodor Agapie, Instituto de Tecnologia da Califórnia
- Hal Alper, Universidade do Texas em Austin
- Paul Dauenhauer, Universidade de Massachusetts Amherst
- Nilay Hazari, Universidade Yale
- Ramesh Jasti, Universidade de Boston
- Matthew Kanan, Universidade Stanford
- Elizabeth Nolan, Instituto de Tecnologia de Massachusetts
- Rodney Priestley, Universidade de Princeton
- Khalid Salaita, Universidade Emory
- Jordan Schmidt, Universidade de Wisconsin-Madison[11]
- Sara Skrabalak, Universidade de Indiana[12]
- Adam Wasserman, Universidade Purdue
- Emily Weiss, Universidade do Noroeste
- Daniel Weix, Universidade de Rochester[13]
- Michael Zdilla, Universidade Temple

### 2015[14]
- Emily Balskus, Universidade Harvard
- Shannon W. Boettcher, Universidade de Oregon
- Jennifer Dionne, Universidade Stanford
- Joshua E. Goldberger, Universidade Estadual de Ohio
- André Hoelz, Instituto de Tecnologia da Califórnia
- Michael C. Jewett, Universidade do Noroeste
- Wei Min, Universidade Columbia[15]
- Douglas Mitchell, Universidade de Illinois em Urbana-Champaign
- David A. Nicewicz, Universidade da Carolina do Norte em Chapel Hill
- Bradley D. Olsen, Instituto de Tecnologia de Massachusetts
- Gary J. Patti, Universidade Washington em St. Louis
- Jennifer A. Prescher, Universidade da Califórnia em Irvine[16]
- Joseph E. Subotnik, Universidade da Pensilvânia

### 2016[17]
- Andrew J. Boydston, Universidade de Washington
- Luis M. Campos, Universidade Columbia
- William C. Chueh, Universidade Stanford
- Neal K. Devaraj, Universidade da Califórnia em San Diego
- Mircea Dincă, Instituto de Tecnologia de Massachusetts
- Naomi Ginsberg, Universidade da Califórnia em Berkeley
- Aditya S. Khair, Universidade Carnegie Mellon
- Jared C. Lewis, Universidade de Chicago
- Amanda J. Morris, Instituto Politécnico e Universidade Estadual da Virgínia
- Eranda Nikolla, Wayne State University
- Michael D. Pluth, Universidade de Oregon[18]
- Nathaniel K. Szymczak, Universidade de Michigan
- Qiu Wang, Universidade Duke

### 2017[19]
- Chase L. Beisel, Universidade Estadual da Carolina do Nortey
- Brandi Cossairt, Universidade de Washington
- Jason M. Crawford, Universidade Yale
- Aaron P. Esser-Kahn, Universidade da Califórnia em Irvine
- Alison R. Fout, Universidade de Illinois em Urbana-Champaign
- Randall H. Goldsmith, Universidade de Wisconsin-Madison
- Robert R. Knowles, Universidade de Princeton
- Julius B. Lucks, Universidade do Noroeste
- Thomas E. Markland, Universidade Stanford
- Christian M. Metallo, Universidade da Califórnia em San Diego
- Michelle O'Malley, Universidade da Califórnia em Santa Bárbara
- William A. Tisdale, Instituto de Tecnologia de Massachusetts
- Guihua Yu, Universidade do Texas em Austin

### 2018[20][21]
- Alexander Barnes, Universidade Washington em St. Louis
- Amie K. Boal, Universidade Estadual da Pensilvânia[22]
- Abhishek Chatterjee, Boston College
- Irene A. Chen, Universidade da Califórnia em Santa Bárbara
- Francesco A. Evangelista, Universidade Emory
- Danna Freedman, Universidade do Noroeste[23]
- Catherine L. Grimes, Universidade de Delaware
- John B. Matson, Instituto Politécnico e Universidade Estadual da Virgínia
- Kang-Kuen Ni, Universidade Harvard
- Corinna S. Schindler, Universidade de Michigan
- Mohammad R. Seyedsayamdost, Universidade de Princeton
- Mikhail G. Shapiro, Instituto de Tecnologia da Califórnia
- Matthew D. Shoulders, Instituto de Tecnologia de Massachusetts

### 2019[24][25]
- Tianning Diao, Universidade de Nova Iorque
- Bryan C. Dickinson, Universidade de Chicago
- Keary M. Engle, The Scripps Research Institute
- Renee R. Frontiera, Universidade de Minnesota
- Garret M. Miyake, Universidade Estadual do Colorado
- Timothy R. Newhouse, Universidade Yale
- Amish J. Patel, Universidade da Pensilvânia
- Dipali G. Sashital, Universidade Estadual de Iowa
- Natalia Shustova, Universidade da Carolina do Sul
- Christopher Uyeda, Universidade Purdue
- Timothy A. Wencewicz, Universidade Washington em St. Louis
- Jenny Y. Yang, Universidade da Califórnia em Irvine

### 2020[26]
- Ou Chen, Universidade Brown
- Emily R. Derbyshire, Universidade Duke
- Frank A. Leibfarth, Universidade da Carolina do Norte em Chapel Hill
- Ellen M. Matson, Universidade de Rochester[27]
- Evan W. Miller, Universidade da Califórnia em Berkeley[28]
- Katherine Mirica, Dartmouth College
- Gary F. Moore, Universidade Estadual do Arizona
- Alison R. H. Narayan, Universidade de Michigan
- Gabriela Schlau-Cohen, Instituto de Tecnologia de Massachusetts
- Alexander M. Spokoyny, Universidade da Califórnia em Los Angeles
- Steven D. Townsend, Universidade Vanderbilt
- Suriyanarayanan Vaikuntanathan, Universidade de Chicago
- Christina Woo, Universidade Harvard

### 2021[29]
- John S. Anderson, Universidade de Chicago
- Carlos R. Baiz, Universidade do Texas em Austin
- Christopher M. Bates, Universidade da Califórnia em Santa Bárbara[30]
- Osvaldo Gutierrez, Universidade de Maryland
- Julia Kalow, Universidade do Noroeste[31]
- Markita P. Landry, Universidade da Califórnia em Berkeley
- Song Lin, Universidade Cornell
- Nikhil S. Malvankar, Universidade Yale
- Karthish Manthiram, Instituto de Tecnologia de Massachusetts
- David Olson, Universidade da Califórnia em Davis[32]
- Brenda Rubenstein, Universidade Brown
- Ian B. Seiple, Universidade da Califórnia em São Francisco
- Luisa Whittaker-Brooks, Universidade de Utah
- Xiaoji Xu, Universidade Lehigh
- Mingxu You, Universidade de Massachusetts Amherst
- Joel Yuen-Zhou, Universidade da Califórnia em San Diego